# Clot de Carabasser
El Clot de Carabasser és un clot del terme municipal de Conca de Dalt, a l'antic terme d'Hortoneda de la Conca, al Pallars Jussà. Pertany a l'àmbit de l'antic poble d'Herba-savina.
Està situat a la partida de Carabasser, a llevant d'Herba-savina, prop del límit municipal amb Abella de la Conca. És entre el Serrat del Pou (ponent) i el Serrat de la Malallau (llevant), a la dreta del riu de Carreu.